# Simó Pujol i Folcrà
Simó Pujol i Folcrà (Ripoll, 19 de març de 1935) és un empresari i polític català.

## Biografia
Es llicencià en dret i s'especialitza en dret constitucional comparat, i ciències empresarials. Ha estat president de l'Associació Catalano-Balear d'Importadors de Fusta. És membre del Cercle del Liceu i ha col·laborat en articles al diari La Vanguardia.
El 1983 fou nomenat secretari d'Aliança Popular a Barcelona i fou elegit diputat a les eleccions al Parlament de Catalunya de 1984. Fou portaveu primer del seu partit al Parlament de Catalunya i membre de la Diputació Permanent i entre d'altres, de les Comissions de Govern Interior, Justícia, Dret i Seguretat Ciutadana i de la Comissió d'Investigació sobre els Maltractaments Infligits als Menors.
Quan AP es transformà en Partit Popular fou escollit novament diputat a les eleccions al Parlament de Catalunya de 1992 i 1995 per la província de Barcelona. En aquesta segona legislatura fou vicepresident segon del Parlament de Catalunya